# Agrokor
Agrokor d.d. ist das größte private Unternehmen in Kroatien und eines der mächtigsten Unternehmen in Südosteuropa. Im Jahr 2014 konnten Einnahmen in Höhe von 54 Milliarden Kuna (ca. 7,2 Milliarden Euro) verbucht werden. Zurzeit beschäftigt das Unternehmen rund 60.000 Mitarbeiter.
Die Haupttätigkeit von Agrokor liegt in der Herstellung und der Distribution von Nahrungsmitteln und Getränken sowie dem Einzelhandel. So gehören zum Konzern die größte Fleischindustrie Kroatiens PIK Vrbovec, das größte Agrarunternehmen Belje ebenso wie die führende Einzelhandelskette Konzum an.
Der Konzern hat sich in seinem 30-jährigen Bestehen von einem kleinen Familienunternehmen, das Blumen gepflanzt und verkauft hat, zu einem der führenden Lebensmittel-Einzelhandelskonzerne in dieser Region entwickelt.
Seit 1. April 2019 steht Agrokor unter der neu gegründeten Dachgesellschaft Fortenova Group, die Muttergesellschaft Agrokor d.d. wird in der Folge liquidiert.
Die führende Position der Agrokor Produkte spiegelt sich in ihrem Marktanteil wider. So hält Ledo 80 % des kroatischen Eis-Marktes, Zvijezda hat einen 83 % Marktanteil im Bereich der Margarine und Jamnica hat einen 80 % bzw. 59 % Marktanteil im Bereich des Mineralwassers bzw. Quellwassers.
Neben den verschiedenen kroatischen Unternehmen gehören dem Konzern Agrokor auch verschiedene Unternehmen aus anderen Ländern z. B. aus Bosnien und Herzegowina, Ungarn und Serbien an.

## Geschichte
Ivica Todorić gründete 1976 in Zagreb ein Unternehmen für die Herstellung und den Verkauf von Blumen und Stecklingen. Es wurden noch im gleichen Jahr die ersten Gewächshäuser gebaut und der Verkauf der Waren auf den Rest des Landes ausgeweitet. Obwohl das sozialistische Jugoslawien Privatunternehmen ablehnte, konnte Todorić bereits in den ersten zwei Jahren mehr als 50 Menschen einstellen.
In der Zeit von 1977 bis 1988 weitete Todorić das Betätigungsfeld des Unternehmens aus. So konnte durch Im- und Export von Getreide, Ölfrüchten, Obst und Gemüse ein Wachstum des Umsatzes und damit auch des Gewinnes erzielt werden. Das Unternehmen übernahm die Führungsrolle in der kroatischen Blumenindustrie. Im Jahr 1989 wurde die Aktiengesellschaft Agrokor gegründet. Das Unternehmen stieg in den folgenden zwei Jahren in die Baubranche ein und kaufte eine Fabrik zur Verarbeitung von Soja in Zadar.
Das Lovno gospodaarstvo Moslavina d.o.o. wurde 1992 gegründet und besitzt eine Jagdkonzession für ein Jagdrevier in der Nähe von Zagreb. Im gleichen Jahr wurde Agrokor Mehrheitseigentümer von Jamnica und Agroprerad. 1993 wurde Agrokor Mehrheitseigentümer von Zvijezda und DIP in Turopolje. Die im Kroatien-Krieg völlig zerstörte Fabrik Jamnica wurde neu errichtet und die Produktion wieder gestartet.
Ein modernes Distributionssystem wurde 1994 bei Zvijezda und Jamnica eingeführt. Jamnica erhielt neue Produktlinien und begann mit dem Abfüllen in PET-Flaschen. Agrokor wurde Mehrheitseigentümer von Ledo, Konzum, Silos-mlinovi, Bobis und Solana Pag. Im Jahr 1995 wurde das erste Super-Konzum erbaut und Agrokor als Konzern registriert. Die Akquisition von Jaska vino d.d., das Säfte sowie Qualitätsweine mit dem Namen Podrum Mladina produziert, erfolgte 1998.
Die beiden Unternehmen Silos Mlinovi und SRC Andrijaševci wurden 1999 zusammen unter dem Namen PIK Vinkovci d.d. registriert. Es folgte der Bau eines Distributionszentrums, welches auch gleichzeitig das größte Investitionsprojekt des Konzerns war und das größte Lager dieser Art in der Region um Kroatien ist. In Čitluk (BiH) wurde 2000 ein neues Unternehmen (Čitluk Ledo) zur Produktion von Speiseeis gegründet. Laut der EBRD hat Agrokoru eine Kreditwürdigkeit von 170 Millionen Euro. Agrokor hält 97,4 % der Aktien des Unternehmens Sarajevski Kiseljak.
Ledo und Irida d.o.o. Daruvar vereinbarten 2001 eine strategische Zusammenarbeit für die Distribution und Verkauf von gefrorenem Fisch. Konzum stieg in den Bereich des Großhandels ein. Mit dem Unternehmen DAS Mala Neretva Konzum begann der Konzern mit dem Handel von Früchten und Gemüse aus dem Tal der Neretva. Agrokor wurde 2002 der erste Anbieter von Biogeflügel in Kroatien. Das Unternehmen kaufte Alastora d.o.o. auf. Es gab Euroobligationen in einer Höhe von 130 Millionen Euro an der Börse in Luxemburg heraus. Im Jahr 2003 übernahm Agrokor 51 % von TP DC Sarajevo und 55,49 % der Aktien das Unternehmen Frikom, welches eine Eiswarenfabrik in Serbien besitzt.
Sloboda aus Osijek und Medijator aus Dubrovnik wurden 2004 von Agrokor bzw. Konzum übernommen. Zudem gingen 58,11 % der Aktien des Unternehmens Agrolaguna aus Poreč und zwei ungarische Unternehmen, darunter die Wasserfüllanlage Fonyodi und die Eiswarenfabrik Baldauf, in den Besitz von Agrokor über. Die neue Produktlinie Jana (stilles Mineralwasser) wurde in diesem Jahr realisiert und das aromatisierte Wasser „Jana – Erdbeere/Guava“ erhielt einen Preis von EAUSCAR.
Dijamant aus Zrenjanin/Serbien und das Unternehmen Idea aus Belgrad wurden 2005 in den Konzern aufgenommen. Agrokor erwarb 99,76 % an PIK Vrbovec und 67,92 % an Belje und eröffnete das erste Drogeriegeschäftes mit dem Namen Kozmo drogerija. Das Produkt Jana erhielt im selben Jahr einen EAUSCAR als natürliches Quellwasser.
Der Konzern Agrokor und die EBRD unterschrieben 2006 einen Vertrag, um 110 Millionen Euro in das Aktienkapital von Agrokor zu investieren, womit ERBD einen Anteil von 8,33 % am Konzern erhielt.
Der Konzern galt als hochverschuldet und wurde Anfang April 2017 mit dem Sanierungsmanager Fabris Perusko unter staatliche Aufsicht gestellt. Gläubiger meldeten umgerechnet 7,7 Mrd. € Forderungen an, vom Sanierungsvorstand wurden davon 5,5 Mrd. € anerkannt. Zur Sicherung von 50.000 Stellen verabschiedete die kroatische Regierung ein auf Agrokor zugeschnittenes Gesetz, welches das Unternehmen vor dem Konkurs bewahrte.
Mit dem 1. April 2019 ging Agrokor in der Dachgesellschaft Fortenova Group auf. Als erster Schritt werden 77 Unternehmen mit Sitz in Kroatien von insgesamt 159 der Fortenova Group unterstellt, hierzu zählen auch Konzum und der Getränkehersteller Jamnica. Unternehmen mit Mehrheitsbeteiligungen der Agrokor, deren Firmensitz außerhalb Kroatiens liegt, wie die slowenische Einzelhandelskette Mercator, sollen nach Beendigung des Verfahrens in Kroatien der Fortenova Group angeschlossen werden.

## Beteiligungen des Agrokor Konzerns
| Unternehmen                         | Anteile in% | Arbeitsgruppe  |
| ----------------------------------- | ----------- | -------------- |
| Agrokor AG                          | 100 %       | Sonstige       |
| Agrokor trgovina d.d.               | 100 %       | Sonstige       |
| Agrokor Zagreb d.d.                 | 100 %       | Nahrungsmittel |
| Agrolaguna d.d.                     | 69 %        | Nahrungsmittel |
| Agroprerada d.d.                    | 98 %        | Nahrungsmittel |
| Belje d.d.                          | 52 %        | Nahrungsmittel |
| Centropromet d.d.                   | 71 %        | Einzelhandel   |
| Dijamant a.d.                       | 60 %        | Nahrungsmittel |
| Fonyodi Kft                         | 80 %        | Nahrungsmittel |
| Frikom a.d.                         | 92 %        | Nahrungsmittel |
| Idea d.o.o.                         | 100 %       | Einzelhandel   |
| Irida d.o.o.                        | 79 %        | Nahrungsmittel |
| Jamnica d.d.                        | 80 %        | Nahrungsmittel |
| Japetić d.d.                        | 75 %        | Einzelhandel   |
| Konzum d.d.                         | 81 %        | Einzelhandel   |
| Ledo d.d.                           | 79 %        | Nahrungsmittel |
| Ledo Kft.                           | 79 %        | Nahrungsmittel |
| Ledo Čitluk d.o.o.                  | 79 %        | Nahrungsmittel |
| Lovno Gospodarstvo Moslavina d.o.o. | 100 %       | Sonstige       |
| Mediator d.o.o.                     | 81 %        | Einzelhandel   |
| Mercator                            | 88 %        | Einzelhandel   |
| Mladina d.d.                        | 49 %        | Nahrungsmittel |
| PIK Vinkovci d.d.                   | 71 %        | Nahrungsmittel |
| PIK Vrbovec d.d.                    | 99 %        | Nahrungsmittel |
| Riječka tvornica konopa             | 80 %        | Sonstige       |
| Sarajevski kiseljak d.d.            | 81 %        | Nahrungsmittel |
| Sojara d.d.                         | 52 %        | Nahrungsmittel |
| Solana Pag d.d.                     | 88 %        | Nahrungsmittel |
| TP DC Sarajevo d.d.                 | 51 %        | Einzelhandel   |
| Veleprodajni centar d.o.o. Sarajevo | 81 %        | Einzelhandel   |
| Zvijezda d.d.                       | 52 %        | Nahrungsmittel |
| Zvijezda d.o.o. Sarajevo            | 52 %        | Einzelhandel   |